# Alacran chamuco
Espèce
Alacran chamuco est une espèce de scorpions de la famille des Typhlochactidae.

## Distribution
Cette espèce est endémique d'Oaxaca au Mexique. Elle se rencontre à San Juan Bautista Valle Nacional dans la grotte Te Cimutaá.

## Description
La femelle holotype mesure 57,5 mm. Ce scorpion est anophthalme.

## Étymologie
Son nom d'espèce lui a été donné en référence au Chamuco.

## Publication originale
- Francke, 2009 : « A new species of Alacran (Scorpiones: Typhlochactidae) from a cave in Oaxaca, Mexico. » Zootaxa, no 2222, p. 46-56.